# Тупіков Андрій Анатолійович
Андрі́й Анато́лійович Тупіков — начальник Департаменту контррозвідки Служби безпеки України (з 31 грудня 2024 року), майор МВС України.

## Кар'єра
Працював у системі МВС України.
Працював начальником аналітичної служби управління спеціальних операцій головного управління Національної гвардії України.
31 грудня 2024 року Указом Президента України призначений начальником Департаменту контррозвідки СБУ.

## Наукові публікації
- С. В. Бєлай, С. О. Годлевський, А. А. Тупіков. Роль і місце Національної гвардії України у системі забезпечення державної безпеки: урахування зарубіжного досвіду, Честь і закон 61. стор. 22--29. doi: 10.33405/2078-7480/2017/2/61/136592
- А. А. Тупіков, С. В. Бєлай, Р. В. Кізян. 2018. Досвід Франції у створенні системи антитерористичної безпеки населення: уроки для України, Честь і закон 67. стор. 4--9. doi: 10.33405/2078-7480/2018/4/67/156836

## Нагороди
За особисту мужність і героїзм, виявлені у захисті державного суверенітету та територіальної цілісності України, вірність військовій присязі під час бойових дій та при виконанні службових обов'язків, відзначений —
- 13 серпня 2015 року —

нагороджений орденом Данила Галицького.